# 四硫代钼酸钾
四硫代钼酸钾是一种无机化合物，化学式为K2MoS4。

## 制备
四硫代钼酸钾可由钼酸钾溶液和硫化氢反应得到。反应式如下：
K2MoO4 + 4 H2S → K2MoS4 + 4 H2O